# Barcarolles
Pour les articles homonymes, voir Barcarolle (homonymie).
Les Barcarolles sont un cycle de treize pièces pour piano de Gabriel Fauré composées tout au long de la vie du compositeur.

## Œuvres
1. Barcarolle en la mineur, opus 26 (1880) : « Trois thèmes sur le même balancement ininterrompu »
2. Barcarolle en sol majeur, opus 41 (1885) : « Animée et contrastée »
3. Barcarolle en sol bémol majeur, opus 42 (1885)
4. Barcarolle en la bémol majeur, opus 44 (1886)
5. Barcarolle en fa dièse mineur, opus 66 (1894) : « Rythme puissant du grand large »
6. Barcarolle en mi bémol majeur, opus 70 (1895-96)
7. Barcarolle en ré mineur, opus 90 (1905) : « Sombre, agité et mystérieux »
8. Barcarolle en ré bémol majeur, opus 96 (1906) : « Lyrisme des profondeurs intimes »
9. Barcarolle en la mineur, opus 101 (1909) : « Tableau vénitien »
10. Barcarolle en la mineur, opus 104 (1913) : « Énigmatique »
11. Barcarolle en sol mineur, opus 105 (1913) : « Métaphore abstraite de l'élément liquide »
12. Barcarolle en mi bémol majeur, opus 106 bis (1915) : « Charme léger et souriant »
13. Barcarolle en ut majeur, opus 116 (1921)